# Milan Nenadić

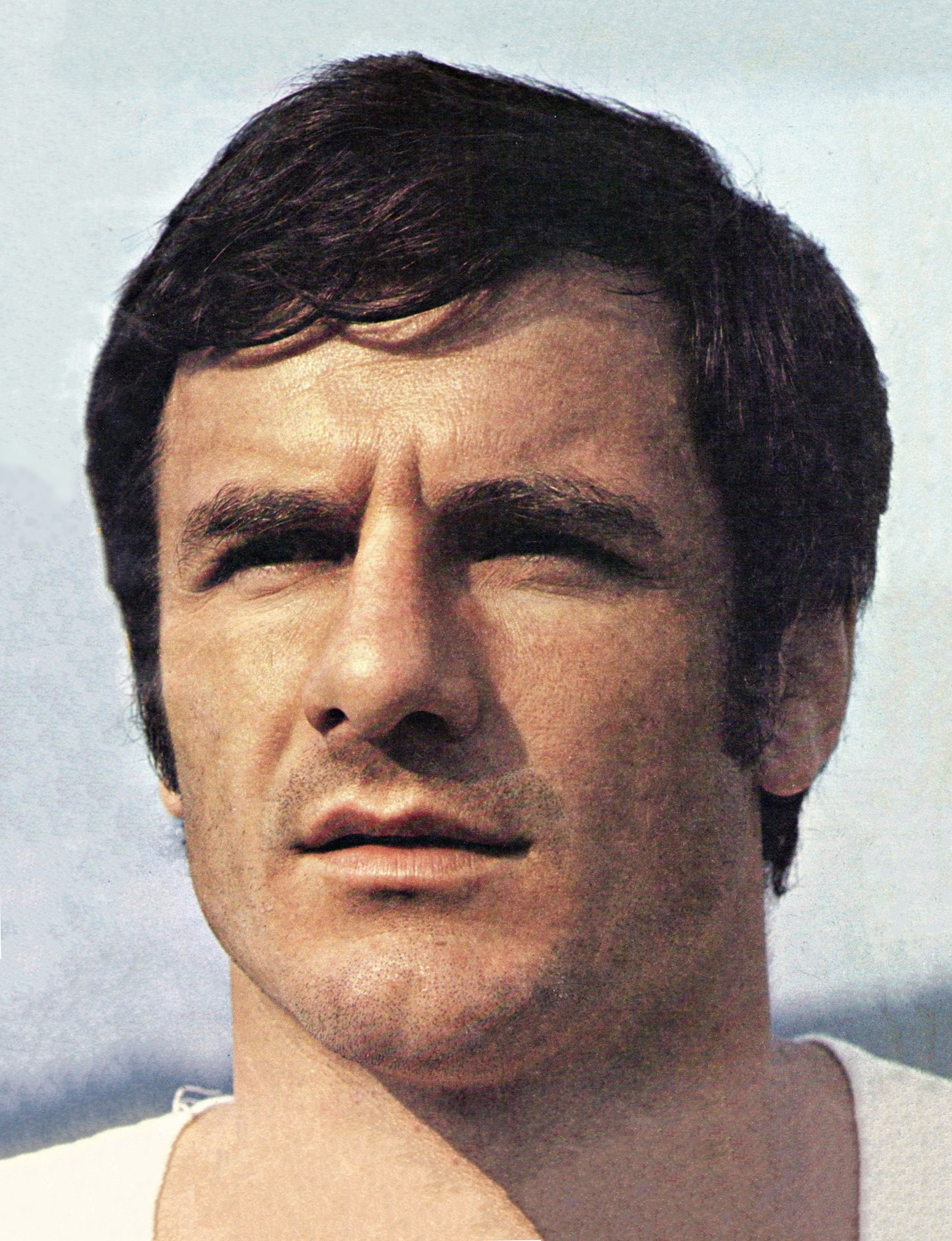
Milan Nenadić (1972)

Milan Nenadić (* 12. August 1943 in Drenorcu bei Petrinje; † 16. Januar 2024) war ein jugoslawischer Ringer. Er war Gewinner der Bronzemedaille bei den Olympischen Spielen 1972 in München im griechisch-römischen Stil im Mittelgewicht.

## Werdegang
Milan Nenadić begann als Jugendlicher beim Sportclub RK Radnički Petrinje mit dem Ringen. Er war einer der vielen Ringer aus der Vojvodina, die damals den Großteil der Ringer in der jugoslawischen Nationalstaffel stellten. Nenadić konzentrierte sich auf den griechisch-römischen Stil und erreichte Mitte der 1960er Jahre die jugoslawische Spitzenklasse im griechisch-römischen Stil. Seinen ersten jugoslawischen Meistertitel gewann er im Jahre 1967 im Weltergewicht, dem noch fünf weitere folgten. Seinen Einstand bei internationalen Meisterschaften absolvierte Nenadić bei den Weltmeisterschaften 1965 im finnischen Tampere. Dort kam er im Weltergewicht mit zwei Siegen und einem Unentschieden gleich auf einen hervorragenden 5. Platz.
Im folgenden Jahr belegte er bei der Europameisterschaft in Essen den 8. Platz und bei der Weltmeisterschaft in Toledo (Ohio) wieder einen guten 5. Platz im Weltergewicht, wobei er nach zwei Siegen und einem Unentschieden erst an dem mehrfachen sowjetischen Weltmeister Wiktor Igumenow scheiterte.
Seinen ersten großen Erfolg feierte Nenadić bei der Europameisterschaft 1968 in Västerås. Im Weltergewicht gewann er vier Kämpfe und wurde Vizeeuropameister. Bei den Olympischen Spielen des gleichen Jahres in Mexiko-Stadt verlor er in seinem vierten Kampf überraschend gegen den Polen Adam Ostrowski und erreichte deshalb nur den 7. Platz.
Nach einer Gewichtsklassen-Neueinteilung durch den internationalen Ringerverband FILA startete Nenadić ab 1969 im Mittelgewicht. In dieser neuen Klasse hatte er bei den im März im argentinischen Mar del Plata stattgefundenen Weltmeisterschaft einen hervorragenden Einstand, denn er gewann dort die Bronzemedaille. An der Europameisterschaft 1969 in Modena nahm ein Großteil der starken Ringer aus den Ostblockstaaten nicht teil, weil die italienische Regierung das Hissen der DDR-Flagge untersagt hatte. Jugoslawien startete jedoch und Nenadić wurde in überlegenem Stil Europameister.
Dass dieser Erfolg wegen der etwas schwächeren Besetzung kein Zufall war, bewies er 1970, als er bei der Europameisterschaft in Berlin (Ost), diesmal mit allen Stars, erneut Europameister im Mittelgewicht wurde. Bei der Weltmeisterschaft 1970 in Edmonton in Kanada gewann er die Bronzemedaille im Mittelgewicht.
1972 gelang Nenadić dann bei den Olympischen Spielen in München der Gewinn einer Bronzemedaille. Gegen die damals in dieser Gewichtsklasse dominierenden Weltklasseringer Anatoli Nasarenko aus der Sowjetunion und Csaba Hegedűs aus Ungarn hatte er allerdings keine Siegchance.
In den Jahren 1973 und 1974 startete Nenadić nur mehr bei den Weltmeisterschaften, weil ihm in Jugoslawien in Momir Petković ein harter Gegner erwachsen war, der ebenfalls Startplätze beanspruchte. 1973 in Teheran war Nenadić aber wieder in hervorragender Form und wurde Vizeweltmeister und 1974 belegte er in Kattowitz einen hervorragenden 4. Platz.
1975 zog sich Milan Nenadić vom internationalen Wettkampfgeschehen zurück.
Nenadić starb im Januar 2024 im Alter von 80 Jahren.

## Internationale Erfolge
(OS = Olympische Spiele, WM = Weltmeisterschaft, EM = Europameisterschaft, We = Weltergewicht, Mi = Mittelgewicht, damals bis 78 kg bzw. 82 kg Körpergewicht)
- 1965, 5. Platz, WM in Tampere, GR, We, mit Siegen über Harald Barlie, Norwegen u. Jiři Loukota, Tschechoslowakei, einem Unentschieden gegen Arne Gjerlöv, Dänemark und Niederlagen gegen Bolesław Dubicki, Polen und Anatoli Kolessow, Sowjetunion;
- 1966, 8. Platz, EM in Essen, GR, We, mit einem Sieg über Armand Ost, Belgien und Niederlagen gegen Wladislaw Ivlew, UdSSR u. Bertil Nyström, Schweden;
- 1966, 5. Platz, WM in Toledo (Ohio), GR, We, mit Siegen über Jimmy Martinetti, Schweiz u. Matti Laakso, Finnland, einem Unentschieden gegen Kiril Petkow, Bulgarien u. einer Niederlage gegen Wiktor Igumenow, UdSSR;
- 1967, 3. Platz, Mittelmeerspiele in Tunis, GR, We, hinter Yilmaz, Türkei und Umberto Marcheggiani, Italien;
- 1967, 5. Platz, EM in Minsk, GR, We, mit Siegen über Kurt Madsen, Dänemark u. Jan Kårström, Schweden, einem Unentschieden gegen Peter Nettekoven, BRD u. einer Niederlage gegen Sandor Kovács, Ungarn;
- 1967, 8. Platz, WM in Bukarest, GR, We, mit einem Sieg über Nobouki Takeda, Japan u. Niederlagen gegen Bobe Dorosiew, Bulgarien u. Rudolf Vesper, DDR;
- 1968, 2. Platz, EM in Västerås, GR, We, mit Siegen über Gerardo Figuera, Spanien, Ion Țăranu, Rumänien, Franz Berger, Österreich u. Bobe Dorosiew u. Niederlagen gegen Jan Kårström u. Sırrı Acar, Türkei;
- 1968, 7. Platz, OS in Mexiko-Stadt, GR, We, mit Siegen über Dimitrios Savas, Griechenland u. Larry Lydon, USA, einem unentschieden gegen Jan Kårström u. einer Niederlage gegen Adam Ostrowski, Polen;
- 1969, 3. Platz, WM in Mar del Plata, GR, Mi, mit Siegen über Carlos Rojas, Argentinien und Petar Krumow, Bulgarien, einem Unentschieden gegen Jan Kårström u. einer Niederlage gegen Omar Bliadse, UdSSR;
- 1969, 1. Platz, EM in Modena, GR, Mi, mit Siegen über John Petersen, Dänemark, Johann Karigl, Österreich, Jan Kårström, Matti Laakso, Finnland u. Alberto Tomassi, Italien;
- 1970, 1. Platz, EM in Berlin (Ost), GR, Mi, mit Siegen über Jan Kårström, Rudolf Menzi, Schweiz, Max Mitterbichler, BRD u. Matti Laakso;
- 1970, 3. Platz, WM in Edmonton, GR, Mi. mit Siegen über Harald Barlie, Kenjirō Hiraki, Japan u. Jay Robinson, USA und Niederlagen gegen Petar Krumow u. Anatoli Nasarenko, UdSSR;
- 1971, 2. Platz, Mittelmeerspiele in Izmir, GR, Mi, hinter Ali Yagmur, Türkei u. vor Dimitrios Savas;
- 1971, 6. Platz, WM in Sofia, GR, Mi, mit Siegen über Reinhold Hucker, BRD, Jan Kårström, Markon, Kanada u. Pentti Punkari, Finnland une einer Niederlage gegen Kiril Dimitrow, Bulgarien;
- 1972, 5. Platz, EM in Kattowitz, GR, Mi, mit Siegen über Stefan Gjenerali, Albanien, Jozsef Juhasz, Ungarn u. Volker Zwick, DDR, einem Unentschieden gegen Jan Stawowski, Polen u. einer Niederlage gegen Anatoli Nasarenko;
- 1972, Bronzemedaille, OS in München, GR, Mi, mit Siegen über André Bouchoule, Frankreich, Jimmy Martinetti, Sadao Sato, Japan u. Miroslav Janota, Tschechoslowakei und Niederlagen gegen Frank Hartmann, DDR, Anatoli Nasarenko und Csaba Hegedűs, Ungarn;
- 1973, 2. Platz, WM in Teheran, GR, Mi, mit Siegen über Santiago Morales, Spanien, Frank Fritsche, DDR, Jan Stawowski, Polen, Miroslav Janota und Sırrı Acar u. einer Niederlage gegen Leonid Liberman, UdSSR;
- 1974, 4. Platz, WM in Kattowitz, GR, Mi, mit Siegen über Klaus Mysen, Norwegen, Joe Nigos, USA, Mikko Huhtala, Finnland u. Leif Andersson, Schweden u. Niederlagen gegen Anatoli Nasarenko und Dimitar Iwanow, Bulgarien

## Jugoslawische Meisterschaften
Milan Nenadić wurde 1967, 1969, 1970, 1971, 1973 und 1975 jugoslawischer Meister im griech.-röm. Stil im Welter- bzw. Mittelgewicht.